# Henry Görtler
Henry Görtler, né le 26 octobre 1909 à Calgary (Canada) et mort le 31 décembre 1987 à Fribourg-en-Brisgau (Allemagne), est un mathématicien appliqué allemand, surtout connu pour ses travaux en mécanique des fluides.

## Biographie
Il étudie d'abord à l'Université Louis-et-Maximilien de Munich puis à l'Université de Giessen où il soutient sa thèse en 1936 sous la direction d'Harald Geppert (de).
En 1937, il entre au centre de recherches aérodynamiques de la Société Kaiser-Wilhelm à Göttingen, où il collabore avec Ludwig Prandtl. C'est là qu'il publie ses travaux les plus connus sur les instabilités de la couche limite, en particulier les tourbillons de Görtler.
En 1949 il devient professeur à l' Université Albert-Ludwig de Fribourg-en-Brisgau où il crée un Institut de mathématiques appliquées.

## Distinctions
- Président de la Société de mathématiques appliquées et de mécanique (Gesellschaft für Angewandte Mathematik und Mechanik, GAMM) (1955-1958).
- Membre de l'Académie des Sciences de Heidelberg (1961).
- Membre de l'Académie allemande des sciences Leopoldina (1963).
- Médaille Carl Friedrich Gauss (1967).
- Président de l'Union internationale de mécanique théorique et appliquée (IUTAM) (1972-1976).
- Compagnon de l'American Institute of Aeronautics and Astronautics.

## Ouvrages
- (de) Henry Görtler, Dimensionsanalyse: Theorie der physikalischen Dimensionen mit Anwendungen, Springer Verlag, 1975
- (de) Henry Görtler et Walter Tollmien, 50 Jahre Grenzschichtforschung: eine Festschrift in Originalbeiträgen, Wieweg and Sohn, 1955